# Haakonsvern
Haakonsvern – największa norweska baza morska, położona w pobliżu Bergen założona w 1962 roku, gdy została to przeniesiona z Horten. Główna baza królewskiej marynarki wojennej, dysponuje tu zapleczem remontowym, w tym podziemnymi dokami zdolnymi obsłużyć remont fregaty. Haakonsvern stanowi również główną bazę morską NATO na wodach arktycznych.